# Referèndum sobre la permanència del Regne Unit dins la Unió Europea de 2016
El referèndum va tenir lloc el 23 de juny de 2016 al Regne Unit de la Gran Bretanya i Irlanda del Nord i a Gibraltar, sobre la qüestió de si el Regne Unit ha de romandre dins del sí de la Unió Europea o no. La pertinença britànica a la Unió Europea ha estat un tema controvertit des del 1973, any en què el país es va integrar dins de la Comunitat Econòmica Europea, amb debats recurrents des de l'inici, sobre la possibilitat d'una sortida del Regne Unit de la Unió Europea, que ha donat origen al terme "brexit", 
El 2015 el Parlament britànic va aprovar l'acta "European Union Referendum Act 2015" que autoritza la celebració del referèndum. La llei de referèndum és fruit d'una iniciativa del govern del Partit Conservador, per tal de concloure el debat. Va ser la segona ocasió en què se celebri un referèndum d'aquest tipus després del "referèndum sobre la permanència del Regne Unit en la Comunitat Econòmica Europea" que es va celebrar el 1975 i en el qual el 67% dels electors es va mostrar partidari de romandre a la UE. S'espera que el referèndum del 2016 tingui uns resultats més atapeïts, afectant d'una manera directa l'estatus de Gibraltar que deixaria de ser "territori britànic d'ultramar pertanyent a la UE".
- Els partidaris de la "sortida de la UE" (el denominat Brexit) van assegurar que ser un Estat membre de la UE mina la sobirania del parlament, per la qual cosa el "Brexit" permetria un major control de la immigració, una millor posició britànica per a negociar acords comercials i un alliberament de la regulació i burocràcia comunitària.
- Aquells que van votar per seguir sent membres de la UE van argumentar que qualsevol pèrdua de sobirania en un món amb diversos nivells d'organització supranacional es veu compensada amb els beneficis de pertànyer a la UE; van alertar dels riscos per a la prosperitat econòmica britànica d'una hipotètica sortida; amb la qual es veuria reduïda la influència internacional britànica i augmentarien les barreres comercials entre el Regne Unit i els estats de la UE.

Una setmana abans del referèndum, la política britànica Jo Cox, membre del Partit Laborista i partidària de "romandre com a membre de la UE", va ser assassinada el 16 de juny de 2016 en plena campanya electoral pel referèndum. El resultat del referèndum va ser abandonar la Unió Europea, amb un 51,9% dels vots.

## Plantejament de Cameron
El principal objectiu del primer ministre David Cameron no era arrossegar el Regne Unit forta de la UE, però replantejar-ne els tractats que la conformaven: Tractat de Funcionament de la UE del 1957, Tractat de la Unió Europea del 1992 (ambdós esmenats pel Tractat de Lisboa del 2009), el Tractat constitutiu de la Comunitat Europea de l'Energia Atòmica del 1957 i la Carta dels Drets Fonamentals de la Unió Europea, vinculant legalment des del 2009. Amb això Cameron pretenia adaptar la UE als reptes del segle xxi, és a dir, fer-la més competitiva davant dels gegants asiàtics i dels EUA, a més de tornar-la més atractiva de cara als britànics mateixos. Així doncs, els possibles acostaments amb Àsia de Cameron, podria veure's com a política de pressió cap a la UE.
Després d'haver visitat els principals líders europeus, Cameron es va assegurar punts coincidents sobre la seva proposta. El primer ministre neerlandès, Mark Rutte, coincidia, per exemple, amb Cameron amb el punt 1 (els Països Baixos també són una economia oberta depenent del comerç internacional) i àdhuc amb el punt 3; en paraules del mateix Rutte, que dies més tard emprarà també Hammond: “European where necessary, national where possible”, fent clara referència a la necessitat de retallar en certa burocràcia legislativa comunitària.
Angela Merkel també es va mostrar d'acord en aquest punt, que altrament és un dels objectius de la nova Comissió Juncker, i va deixar a Cameron la porta oberta a una possible reforma dels Tractats, en el si del consens entre els 28 estats. Una reacció una mica paradoxal si tenim en compte que només uns dies abans Merkel i François Hollande havien arribat a un acord per impulsar una major integració política entre les diferents economies de la zona euro sense la perspectiva de canviar cap tractat. D'altra banda, Merkel també avalà la visió de Cameron de respectar aquells estats membres que no desitgen cedir més sobirania de cap tipus a les institucions comunitàries.
Per contra, l'executiu francès no es mostrà tan comprensiu amb les ambicions del primer ministre britànic. El ministre d'exteriors, Laurent Fabius, titllà els moviments de Cameron de “perillosos” en tant que suposaven un risc per a la unitat de la UE i donaven ales al “No” en un possible referèndum al Regne Unit. Per la seva banda, el president François Hollande afirmà que no aprovaria cap estatus especial per al Regne Unit.
L'encontre més tens, però, es produí a Varsòvia, on Cameron es topà amb el rebuig de la primera ministra, la liberal Ewa Kopacz, al seu pla de restringir la llibertat de circulació i reduir els incentius socials als treballadors d'origen europeu que viuen a Regne Unit. Actualment, hi ha al voltant de 800.000 ciutadans polonesos treballant al Regne Unit, i es creu que la xifra s'incrementarà substancialment durant els propers mesos.

### Eventual Brexit
Un estudi de la consultora Global Counsel conclou que caldrien almenys 10 anys, comptant des que la “EU referendum Bill” (llei del referèndum, actualment en lectura a la Camara dels Comuns) és aprovada pel Parlament (tardor 2015), es produeix el referèndum (2016-2017) i eventualment el Regne Unit surt de la UE de forma oficial (2019). En cas que el resultat del referèndum sigui favorable al Brexit, el Regne Unit no pot marxar immediatament de la UE sinó que ha de mantenir obligatòriament dos anys de negociacions. La següent fase, a partir del 2019 i fins al 2025, hauria de permetre al Regne Unit tancar acords amb tercers països que substituïssin els actuals tractats de la UE. L'estudi del Global Counsel conclou que l'impacte del Brexit dependria, en bona part, de la relació que el Regne Unit establís amb la Unió Europea. És en aquest punt, la cerca de països tercers, que pot explicar l'acostament amb l'Índia.
Les negociacions que el primer ministre David Cameron va dur a terme amb la UE per tal que aquesta acceptés algunes de les prerrogatives que s'havia fixat van portar els seus fruits. Cameron, en vista de guanyar el referèndum i conservar el Regne Unit dins l'UE, van aconseguir que el Regne Unit accedís a tenir un "estatus" especial dins l'UE amb el qual, entre altres aspectes, es limitava la circulació d'immigració. El govern de David Cameron també va aconseguir que la resta de socis fessin una referència explícita a excloure el Regne Unit de la frase dels tractats que parla d'una Europa cada vegada més unida. A nivell financer, Cameron va poder incloure a l'acord una clàusula que dona a un país el dret a imposar un fre a la regulació financera controvertida durant les reunions dels líders del Consell Europeu. De facto, un poder de ‘veto’ sobre regulació financera que descartava el president francès, François Hollande. El president del Consell, Donald Tusk, va assegurar en roda de premsa que l'acord és legalment vinculant i irreversible i reforça l'estatus especial del Regne Unit a la UE. El polonès va destacar que el Regne Unit necessita la UE, i la UE necessita el Regne Unit i que per això els líders europeus han fet tot el que han pogut perquè els britànics estiguin convençuts amb el nou acord. ‘Estimo el Regne Unit i estimo Brussel·les', va dir el president del Consell, responent a Cameron, que a la seva compareixença va dir que no estima Brussel·les, sinó el seu país. Amb tot, David Cameron va convocar el referèndum per al 23 de juny.

### L'euroescepticisme
Les eleccions al parlament Europeu del 25 de maig del 2014 van deixar un resultat insòlit, que permet entendre d'alguna manera la convocatòria del referèndum al Regne Unit: per primera vegada a França, Anglaterra, Dinamarca i Grècia guanyaven partits contraris a la construcció europea. Els uns clarament xenòfobs i d'extrema dreta, altres simplement en contra de les retallades i les polítiques d'austeritat de la Troika, a Europa pujava l'euroescepticisme. Les eleccions a Polònia i Àustria del 2016 així ho van confirmar.

## Pregunta
Inicialment, la pregunta proposada davant el Parlament va ser:
Amb les següents opcions de resposta:
Posteriorment, la Comissió Electoral va recomanar que la pregunta proposada es canviés per una altra més clara i directa per als votants i que s'expressés d'una manera més neutral. Finalment, es va decidir que la pregunta que els ciutadans britànics, "nord-irlandesos" i la resta de ciutadans de la Commonwealth, contestarien el dia del referèndum sobre la permanència de Regne Unit dins la Unió Europea seria:
Amb dues possibles respostes:

## Posicionaments

### Partits polítics
| Postura                                   | Partits polítics                       | Partits polítics                       | Partits polítics |
| ----------------------------------------- | -------------------------------------- | -------------------------------------- | ---------------- |
| Romandre a la UE                          | Partit de l'Aliança d'Irlanda del Nord | Partit de l'Aliança d'Irlanda del Nord |                  |
| Romandre a la UE                          | Partit Verd                            | Anglaterra i Gal·les                   |                  |
| Romandre a la UE                          | Partit Verd                            | Irlanda del Nord                       |                  |
| Romandre a la UE                          | Partit Verd                            | Escòcia                                |                  |
| Romandre a la UE                          | Partit Laborista                       |                                        |                  |
| Romandre a la UE                          | Liberal Demòcrates                     |                                        |                  |
| Romandre a la UE                          | NI21                                   |                                        |                  |
| Romandre a la UE                          | Plaid Cymru                            |                                        |                  |
| Romandre a la UE                          | Partit Nacional Escocès                |                                        |                  |
| Romandre a la UE                          | Sinn Féin                              |                                        |                  |
| Romandre a la UE                          | Partit Socialdemòcrata i Laborista     |                                        |                  |
| Romandre a la UE                          | Partit Unionista de l'Ulster           |                                        |                  |
| Abandonar la UE                           |                                        |                                        |                  |
| Partit Unionista Democràtic               |                                        |                                        |                  |
| Veu Unionista Tradicional                 |                                        |                                        |                  |
| Partit de la Independència del Regne Unit |                                        |                                        |                  |
| Neutral                                   | Partit Conservador                     | Partit Conservador                     |                  |

Entre els partits minoritaris: el Respect Party, la "Coalició Sindicalista i Socialista", el partit "Independència d'Europa" i el Partit Nacional Britànic recolzen la sortida del Regne Unit de la Unió Europea, en canvi el Partit Socialista Escocès es mostra a favor del fet que el Regne Unit continuï sent membre de la Unió Europea.
Tots els partits que tenen representació al Parlament de Gibraltar recolzen que el Regne Unit continuï sent membre de la Unió Europea: Socialdemòcrates de Gibraltar, el Partit Socialista Laborista de Gibraltar i el Partit Liberal de Gibraltar.

### Consell de Ministres
| Postura             | Ministre/a                                                                    | Ministre/a                                         |
| ------------------- | ----------------------------------------------------------------------------- | -------------------------------------------------- |
| Romandre dins la UE | David Cameron (Primer Ministre)                                               | David Cameron (Primer Ministre)                    |
| Romandre dins la UE | Philip Hammond (Ministre d'Afers exteriors i de la Mancomunitat)              |                                                    |
| Romandre dins la UE | Jeremy Hunt (Ministre de Salut)                                               |                                                    |
| Romandre dins la UE | Michael Fallon (Ministre de Defensa)                                          |                                                    |
| Romandre dins la UE | Sajid Javid (Ministre de Negocis, Innovació i Habilitats)                     |                                                    |
| Romandre dins la UE | Theresa May (Ministra de l'Interior)                                          |                                                    |
| Romandre dins la UE | Patrick McLoughlin (Ministre de Transport)                                    |                                                    |
| Romandre dins la UE | Nicky Morgan (Ministra d'Educació, de la Dona i d'Igualtat)                   |                                                    |
| Romandre dins la UE | David Mundell (Ministre per a Escòcia)                                        |                                                    |
| Romandre dins la UE | George Osborne (Primer Secretari d'Estat i Canceller d'Hisenda)               |                                                    |
| Romandre dins la UE | Liz Truss (Ministra de Medi ambient, Alimentació i Assumptes Rurals)          |                                                    |
| Abandonar la UE     | Iain Duncan Smith (Ministre de Treball i Pensions)                            | Iain Duncan Smith (Ministre de Treball i Pensions) |
| Abandonar la UE     | Michael Gove (Ministre de Justícia)                                           |                                                    |
| Abandonar la UE     | Chris Grayling (President del Consell i Capdavanter de la Cambra dels comuns) |                                                    |
| Abandonar la UE     | Priti Patel (Ministra d'Ocupació)                                             |                                                    |
| Abandonar la UE     | Theresa Villiers (Ministra per a Irlanda del Nord)                            |                                                    |
| Abandonar la UE     | John Whittingdale (Ministre de Cultura, Mitjans de comunicació i Esport)      |                                                    |

## Sondejos

Sondejos

Al mes de desembre del 2011 el diari Mail on Sunday publicava una enquesta segons la qual el 66% dels britànics estava a favor que es consultés el poble sobre la sortida del Regne Unit de la UE mitjançant un referèndum. També, segons el mateix diari, si es plantegés una consulta sobre abandonar la UE, un 48% dels britànics hi votarien a favor, i un 33%, en contra.
Al mes de juny del 2015 Sky News publicava un altre sondeig segons el qual el 46% dels britànics no estaria d'acord en marxar de la UE si aquest fet tingués un impacte negatiu sobre l'economia del país, mentre que el 28% hi estaria d'acord.
Al mateix juny del 2015 el diari London Evening Standard donava un resultat clarament favorable a seguir dins de la UE, amb un 66% dels enquestats a favor i un 22% en contra.
Al mes de febrer del 2016 la cadena escocesa de televisió STV News va fer una enquesta en la qual el resultat reflectia que el 62% dels escocesos estaven disposats a quedar-se dins de la Unió Europea contra el 55% dels britànics. Segons l'enquesta, una hipotètica sortida de la UE impulsaria el moviment independentista escocès, però si el referèndum sobre la independència d'Escòcia se celebrés el mes de febrer mateix del 2016, els votants estarien molt més dividits: un 49% votaria ‘sí’ a la independència, un 45% votaria ‘no’ i un 5% assegura no tenir-ho clar.

## Resultats
| Referèndum sobre la permanència del Regne Unit en la Unió Europea Resultats globals |                            |            |         |
| Opció                                                                               | Opció                      | Vots       | %       |
|                                                                                     | Romandre a la Unió Europea | 16.141.241 | 48,1 %  |
|                                                                                     | Abandonar la Unió Europea  | 17.410.742 | 51,9 %  |
| Vots vàlids                                                                         | Vots vàlids                | 33.551.983 | 99,92 % |
| Vots nuls                                                                           | Vots nuls                  | 26.033     | 0 %     |
| Vots en blanc                                                                       | Vots en blanc              | 0          | 0 %     |
| Participació                                                                        | Participació               | 0          | 72,1 %  |
| Abstencions                                                                         | Abstencions                | 0          | 0 %     |
| Votants registrats                                                                  | Votants registrats         | 46.501.241 | 0 %     |
| Font: Ministeri de l'Interior del Regne Unit                                        |                            |            |         |

## Resultats per districte electoral

### Resultats per Nacions
En aquesta taula es presenta el resultat final del referèndum en cada nació constitutiva i en la totalitat del Regne Unit, expressat en nombre de vots i amb el percentatge corresponent. A més, es mostra una columna amb la diferència de vots entre una opció i l'altra.
| Nació            | Romandre   | %      | Abandonar  | %      | Diferència | %      |
| ---------------- | ---------- | ------ | ---------- | ------ | ---------- | ------ |
| Escòcia          | 1.661.191  | 62,00% | 1.018.322  | 38,00% | 642.869    | 24,0%  |
| Gal·les          | 772.347    | 47,47% | 854.572    | 52,53% | 82.225     | 5,06%  |
| Gibraltar        | 19.322     | 95,9%  | 823        | 4,1%   | 18.499     | 91,8%  |
| Anglaterra       | 13.266.996 | 46,6%  | 15.188.406 | 53,4%  | 1.921.410  | 6,8%   |
| Irlanda del Nord | 440.437    | 55,76% | 349.442    | 44,24% | 90.995     | 11,52% |
| Total            | 16.141.241 | 48,1%  | 17.410.742 | 51,9%  | 1.269.501  | 3,6%   |

### Resultats per Regions

Abandonar
Romandre

#### Anglaterra
| Region                 | Romandre  | %      | Abandonar | %      |
| ---------------------- | --------- | ------ | --------- | ------ |
| Est d'Anglaterra       | 1.448.616 | 43,52% | 1.880.367 | 56,48% |
| Gran Londres           | 2.263.519 | 59,93% | 1.513.232 | 40,07% |
| Midlands de l'Est      | 1.033.036 | 41,18% | 1.475.479 | 58,82% |
| Midlands de l'Oest     | 1.207.175 | 40,74% | 1.755.687 | 59,26% |
| Nord-est d'Anglaterra  | 565.595   | 41,96% | 778.103   | 58,04% |
| Nord-oest d'Anglaterra | 1.699.020 | 46,35% | 1.966.925 | 53,65% |
| Sud-est d'Anglaterra   | 2.391.718 | 48,22% | 2.567.965 | 51,78% |
| Sud-oest d'Anglaterra  | 1.503.019 | 47,37% | 1.669.711 | 52,63% |
| Yorkshire i Humber     | 1.158.298 | 42,29% | 1.580.937 | 57,71% |

#### Escòcia

Abandonar
Romandre

| Region              | Romandre | %     | Abandonar | %     |
| ------------------- | -------- | ----- | --------- | ----- |
| Aberdeen            | 63.985   | 61,1% | 40.729    | 38,9% |
| Aberdeenshire       | 76.445   | 55,0% | 62.516    | 45,0% |
| Angus               | 32.747   | 55,3% | 26.511    | 44,7% |
| Argyll i Bute       | 29.494   | 60,6% | 19.202    | 44,7% |
| Clackmannanshire    | 14.691   | 57,8% | 10.736    | 42,2% |
| Dumfries i Galloway | 43.864   | 53,1% | 38.803    | 46,9% |
| Dundee              | 39.688   | 59,8% | 26.697    | 40,2% |
| East Ayrshire       | 33.891   | 58,6% | 23.942    | 41,4% |
| East Dunbartonshire | 44.534   | 71,4% | 17.840    | 28,6% |
| East Lothian        | 36.026   | 64,6% | 19.739    | 35,4% |
| East Renfrewshire   | 39.345   | 74,3% | 13.596    | 25,7% |
| Na h-Eileanan Siar  | 8.232    | 55,2% | 6.671     | 44,8% |
| Edimburg            | 187.795  | 74,4% | 64.498    | 25,6% |
| Falkirk             | 106.754  | 58,6% | 75.466    | 41,4% |
| Glasgow             | 168.335  | 66,6% | 84.474    | 33,4% |
| Highland            | 70.308   | 56,0% | 55.349    | 44,0% |
| Inverclyde          | 24.688   | 63,8% | 14.011    | 36,2% |
| Midlothian          | 28.217   | 62,1% | 17.251    | 37,9% |
| Moray               | 24.114   | 50,1% | 23.992    | 49,9% |
| North Ayrshire      | 38.394   | 56,9% | 29.110    | 43,1% |
| North Lanarkshire   | 95.549   | 61,7% | 59.400    | 38,3% |
| Illes Òrcades       | 7.189    | 63,2% | 4.193     | 36,8% |
| Perth i Kinross     | 49.641   | 61,1% | 31.614    | 38,9% |
| Renfrewshire        | 57.119   | 64,8% | 31.010    | 35,2% |
| Scottish Borders    | 37.952   | 58,5% | 26.962    | 41,5% |
| Shetland            | 6.907    | 56,5% | 5.315     | 43,5% |
| South Ayrshire      | 39.265   | 59,0% | 29.241    | 41,0% |
| South Lanarkshire   | 102.568  | 63,1% | 60.024    | 36,9% |
| Na h-Eileanan Siar  | 8.232    | 55,2% | 6.671     | 44,8% |
| Stirling            | 33.112   | 67,7% | 15.787    | 32,3% |
| West Dunbartonshire | 26.794   | 62,0% | 16.426    | 38,0% |
| West Lothian        | 51.560   | 58,3% | 36.948    | 41,7% |

#### Gal·les

Abandonar
Romandre

| Region                   | Romandre | %     | Abandonar | %     |
| ------------------------ | -------- | ----- | --------- | ----- |
| Anglesey                 | 16.618   | 49,1% | 19.333    | 50,9% |
| Blaenau Gwent            | 13.215   | 38,0% | 23.587    | 62,0% |
| Bridgend                 | 33.726   | 45,4% | 40.622    | 54,6% |
| Bro Morgannwg            | 36.681   | 50,3% | 35.628    | 49,1% |
| Cardiff                  | 101.788  | 60,0% | 67.816    | 40,0% |
| Caerffili                | 39.178   | 42,4% | 53.295    | 57,6% |
| Castell-nedd Port Talbot | 32.651   | 43,2% | 43.001    | 56,8% |
| Ceredigion               | 21.711   | 54,6% | 18.031    | 45,4% |
| Conwy                    | 30.147   | 46,0% | 35.357    | 54,0% |
| Gwynedd                  | 35.517   | 58,1% | 25.665    | 41,9% |
| Merthyr Tudful           | 12.574   | 43,6% | 16.291    | 56,4% |
| Monmouthshire            | 28.061   | 50,4% | 27.569    | 49,6% |
| Newport                  | 32.413   | 44,0% | 41.326    | 56,0% |
| Powys                    | 36.762   | 46,3% | 42.707    | 53,7% |
| Rhondda Cynon Taf        | 53.973   | 46,3% | 62.590    | 53,7% |
| Sir Benfro               | 29.367   | 42,9% | 39.155    | 57,1% |
| Sir Ddinbych             | 23.955   | 46,0% | 28.117    | 54,0% |
| Sir Gaerfyrddin          | 47.654   | 46,3% | 55.381    | 53,7% |
| Sir y Fflint             | 37.867   | 43,6% | 48.930    | 56,4% |
| Swansea                  | 58.307   | 48,5% | 61.936    | 51,5% |
| Torfaen                  | 19.363   | 40,2% | 28.781    | 59,8% |
| Wrecsam                  | 28.822   | 41,0% | 41.544    | 59,0% |